# Apostolska nunciatura v Urugvaju
Apostolska nunciatura v Urugvaju je diplomatsko prestavništvo (veleposlaništvo) Svetega sedeža v Urugvaju, ki ima sedež v Montevideu.
Trenutni apostolski nuncij je Anselmo Guido Pecorari.

## Seznam apostolskih nuncijev
- Albert Levame (12. november 1939–3. oktober 1949)
- Alfredo Pacini (23. april 1949–4. februar 1960)
- Raffaele Forni (27. februar 1960–23. oktober 1965)
- Alfredo Bruniera (23. oktober 1965–23. april 1969)
- Augustin-Joseph Antoine Sépinski (5. maj 1969–29. julij 1975)
- Luigi Bellotti (2. september 1975–1981)
- Franco Brambilla (21. november 1981–22. februar 1986)
- Andrea Cordero Lanza di Montezemolo (1. april 1986–28. maj 1990)
- Francesco De Nittis (25. junij 1990–11. november 1999)
- Janusz Bolonek (11. november 1999–24. maj 2008)
- Anselmo Guido Pecorari (24. maj 2008–danes)